# 王人生
王人生（1937年1月—2018年10月6日），男，汉族，山东龙口人，中华人民共和国政治人物，曾任哈尔滨市人民政府市长，黑龙江省人大常委会副主任，第七、八届全国人大代表。